# Rasina (région)
Pour les articles homonymes, voir Rasina.
La Rasina (en serbe cyrillique : Расина) est une région située au centre-est de la Serbie. Elle doit son nom à la rivière Rasina, un affluent droit de la Velika Morava.
Les localités les plus importantes de la région de la Rasina sont Kruševac et Parunovac.